# Albulatunnel
De Albulatunnel is een enkelsporige treintunnel in Zwitserland, gelegen op de Albulabahn, die het station van Preda, gelegen in de gemeente Bergün Filisur in de vallei van de Albula in het noorden, verbindt met dat van Spinas in de gemeente Bever in de vallei Engadin in het zuiden. Het is samen met de Vereinatunnel de enige verbinding op het net van de RhB tussen de (zij)valleien van de Rijn in het noorden en het Engadin in het zuiden.
De tunnel is 5865 meter lang en loopt dwars door de waterscheiding tussen Rijn en Donau een paar kilometer ten westen van de Albulapas. De Albulatunnel is gelegen op ongeveer 1800 meter boven zeeniveau en is daarmee de op een na hoogste spoorwegtunnel van Zwitserland. De Glacier Express rijdt dagelijks door de tunnel.

## Een tweede tunnel
De tunnel die werd aangelegd tussen 1898 en 1904 voldoet niet meer aan de huidige veiligheidsnormen en is dringend aan een grote restauratie toe. In 2009 werd besloten om parallel een nieuwe tunnel te boren, omdat de meerprijs hiervan maar beperkt was en deze optie voordelen bood. Zo konden treinen blijven rijden tijdens de werken.
Op 2 oktober 2018 was het uitboren van de tunnel klaar. Op 12 juni 2024 is de nieuwe tunnel geopend. In het station van Preda is een derde spoor aangelegd, en is het station van Spinas verlengd. Daarna zal de oorspronkelijke tunnel via twaalf verbindingsschachten gebruikt worden voor evacuatie in geval van calamiteiten.
De nieuwe tunnel is ruimer om te kunnen voldoen aan de veiligheidseisen en iets korter dan de oude tunnel. De grotere afmetingen laten toe om een pad te voorzien naast het spoor, alsook meer ruimte voor het bevestigen van de bovenleidingen. De oude tunnel is sinds eind 2022 omgebouwd voor de functie als veiligheidstunnel. In totaal werd 224.000m³ puin afgevoerd.

Afbeeldingen
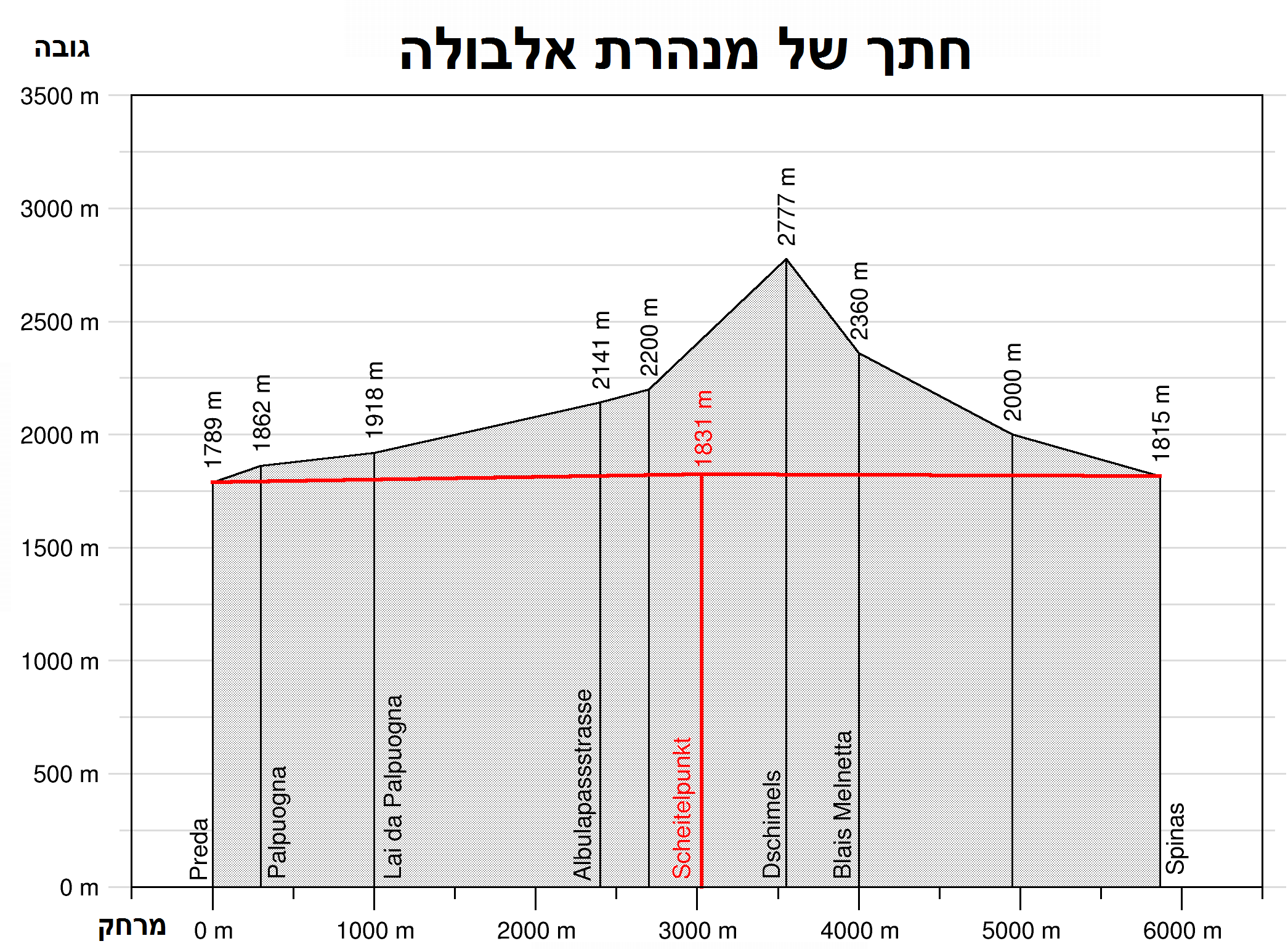
Doorsnede van de bergen waar de tunnel doorgaat.
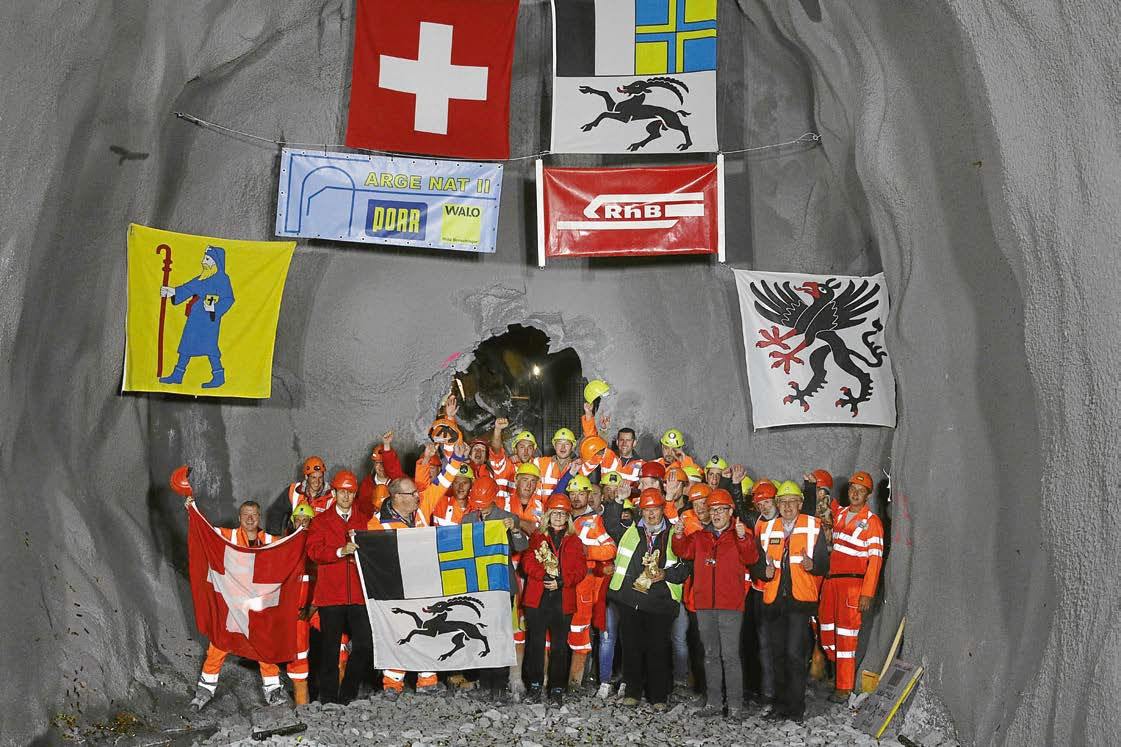
In oktober 2018 werd een doorbraak geforceerd bij het boren van de nieuwe tunnel
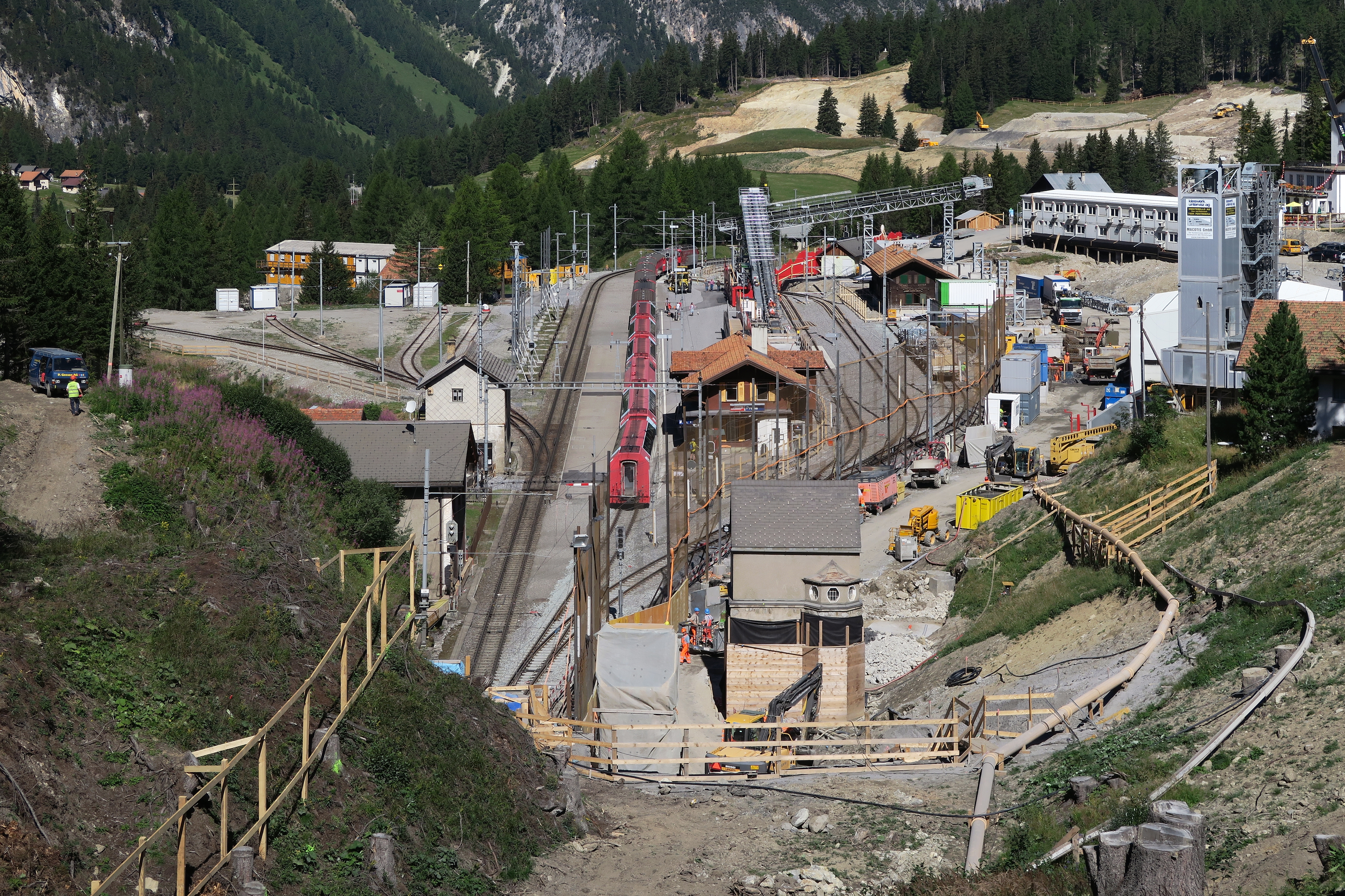
Het station van Preda met de installaties voor de afvoer van het steenpuin tijdens de bouw van de nieuwe tunnel.
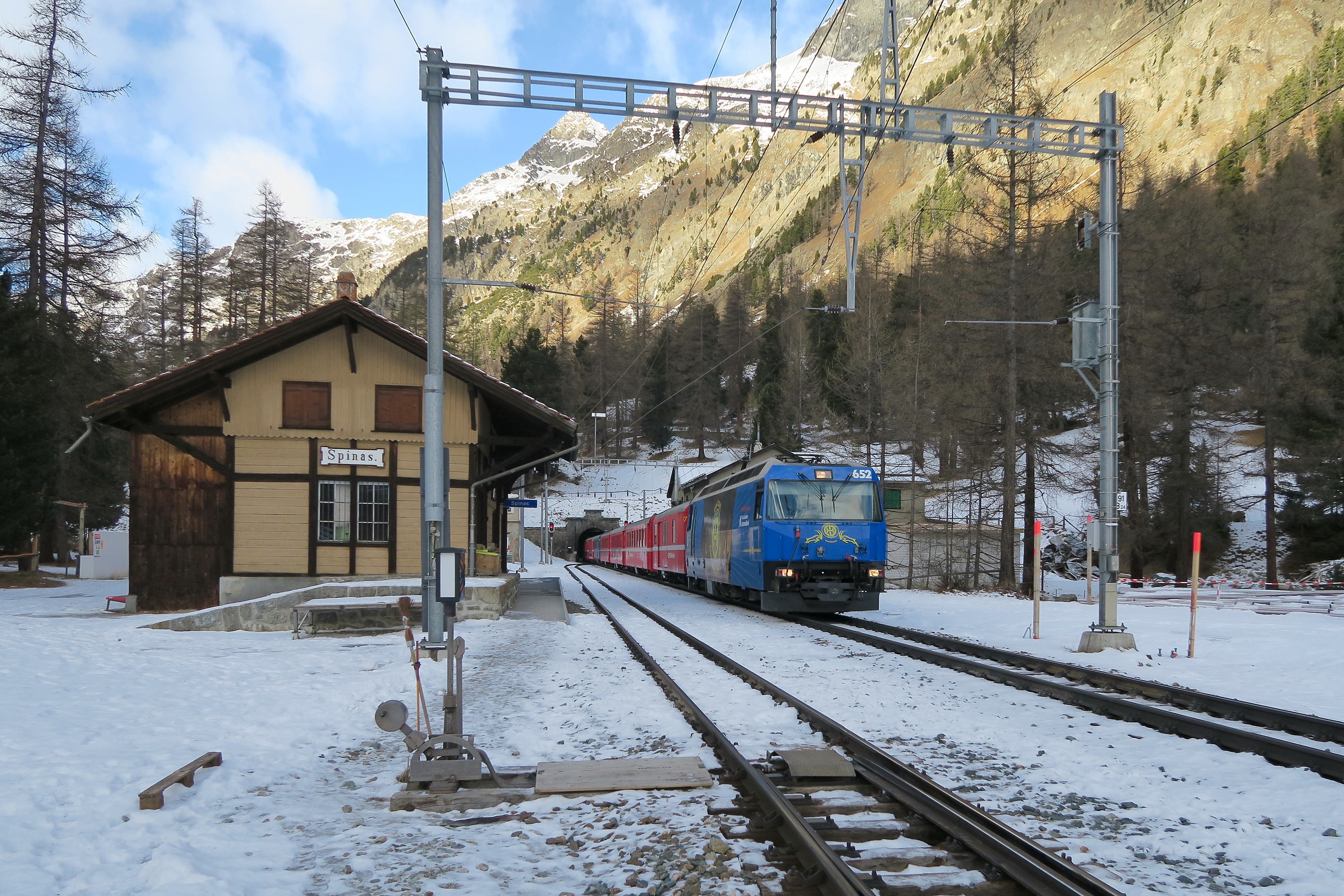
Het station van Spinas aan het zuidelijke tunnelportaal in het Val Bever, een zijvallei van het Engadin.